# جون أ. كينت
جون أ. كينت (بالبولندية: John Kent)‏ هو طيار وضابط بولندي، ولد في 23 يونيو 1914 في وينيبيغ في كندا، وتوفي في 7 أكتوبر 1985 في شمال الراين-وستفاليا في ألمانيا.